# ユージン・ストーナー

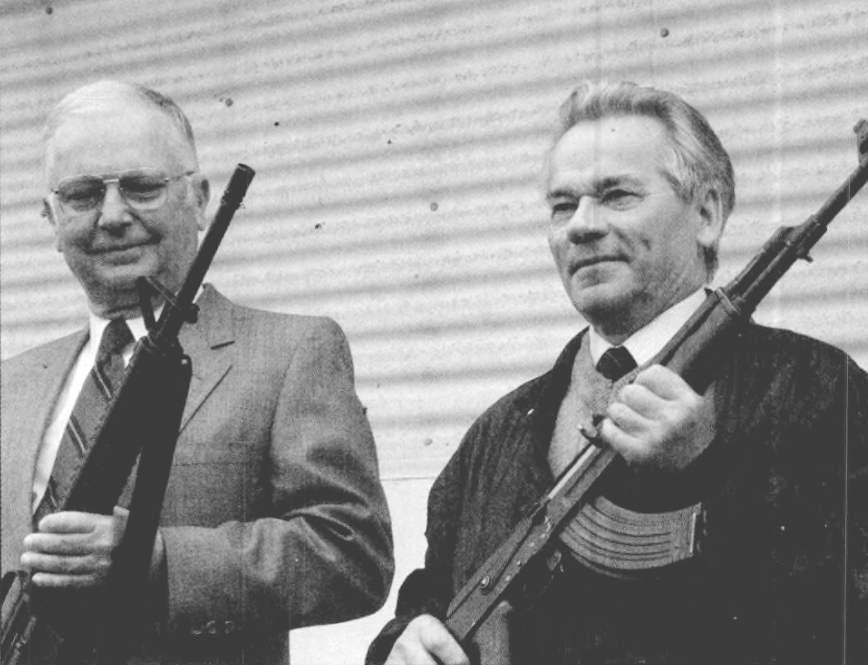
ユージン・ストーナー、右はミハイル・カラシニコフ

ユージン・ストーナー（Eugene Stoner, 1922年11月22日 - 1997年4月24日）は、アメリカの銃器設計者。

## 経歴
高校卒業後、航空機会社に就職し航空機用火器の整備を学び、第2次世界大戦中は海兵隊に入隊し太平洋戦線を転戦した。戦後、航空機会社フェアチャイルドの銃器開発部門アーマライトの技術者となり、スポーツライフルの開発を次々と行う。そして1955年に原点とも云うべきAR-10を開発し、その数年後にAR10のミニチュアモデルであるAR-15を開発。これがアメリカ軍にM16の名前で採用された。
その後、AR-15の製造権がコルトに売却された事が原因か、1960年代初頭にアーマライトを退社。キャデラック・ゲージ社に招かれ、パーツの交換で小銃、機関銃に変化するストーナー63を開発している。その後は、様々な銃器開発会社を転々とした。
マルタ会談による冷戦終結後の1990年5月16日、アメリカを訪れたソビエト連邦のAK-47の設計者であるミハイル・カラシニコフと初めて対面した。二人は数日間、語り合い、買い物や夕食をともにするなどして親交を結んだ。
晩年は愛弟子のリード・ナイツと共にナイツ・アーマメント社を設立しM16をベースにした銃の設計に携わったが、その完成を見ることもなく1997年に癌でその生涯を閉じた。